# ایده

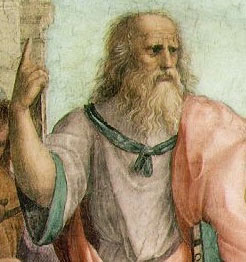
افلاطون، یکی از نخستین فیلسوفانی به‌شمار می‌رود که به تفصیل جزئیات دربارهٔ ایده‌ها پرداخته‌است

ایده، مثال، صورت، انگاره یا طرح (به انگلیسی: Idea) در حقیقت یک تصور ذهنی است. ایده‌ها همچنین می‌توانند مفاهیمی انتزاعی باشند که به شکل تصاویر ذهنی ارائه نمی‌شوند. شاید بتوان ایده‌دادن را نخستین گام برای حل یک مشکل یا برآورده‌کردن یک نیاز دانست. به عبارت دیگر ایده ساده‌ترین راه‌حلی است که انسان در برابر یک مسئله یا نیاز به آن فکر می‌کند. هر چند می‌توان یک ایده را بسط داد و پیچیده کرد. ایده یک نوع تلنگر ذهنی درون افکار شخص می‌باشد که با مطرح‌نمودن آن موضوعیت خود را پیدا می‌کند انگاره‌ای است که تداعی ذهنی را به صورت یک طرح بیان می‌دارد. ایده یک نوع اندیشه، فکر و عقیده است که رسیدن به آرمان و موفقیت را در صورت اجرای صحیح به همراه دارد. 

کریس اندرسون بنیانگذار TED که در زمینه «گسترش ایده‌های ارزشمند» فعالیت می‌کند، می‌گوید:
می‌توان به ایده به‌عنوان الگویی از اطلاعات نگاه کرد که به شما کمک می‌کند جهان پیرامون‌تان را درک و هدایت کنید.

## تاریخچه
بحث بر سر ماهیت زیربنایی «ایده» توسط افلاطون باز می‌شود، که شرح نظریه اش در مورد اشکال، که در طول گفت و گوهای متعدد او تکرار و انباشته شده، برای چیزهایی که عبارتند از: «معنای جدیدی به کلمه یونانی می‌بخشد» دیده می‌شود. (اشاره به عبارت یونانی re. εἶδος) که آن عناصر ادراک را برجسته می‌کند که بدون ارجاع مادی یا عینی در دسترس چشم‌ها با آنها مواجه می‌شوند (اشاره به عبارت یونانی re. ἰδέα). با انتشار این استدلال، کلمه «ایده» معانی به خود می‌گیرد که امروزه بیشتر با این اصطلاح مرتبط است. افلاطون در کتاب پنجم جمهوری خود، فلسفه را عشق به این شیوه رسمی دیدن (در مقابل ماهیت بصری دیدن) تعریف می‌کند.
افلاطون این نظریه را مطرح می‌کند که اشیاء آگاهی ادراک شده اما غیر مادی، قلمرویی از اشکال یا ایده‌های بی مرگ را تشکیل می‌دهند که جهان مادی از آن سرچشمه می‌گیرد. ارسطو در این زمینه افلاطون را به چالش می‌کشد و معتقد است که دنیای پدیداری ایده‌ها به عنوان ترکیبات ذهنی مشاهدات به یاد ماندنی پدید می‌آید. اگر چه به کار بردن این اصطلاحات برای متفکران از دوران باستان نابهنگام است، اما اگر افلاطون را متفکری ایده آلیست و ارسطو را متفکری تجربه گرا بنامیم، بحث بین افلاطون و ارسطو را روشن می‌کند.
این تضاد بین تجربه گرایی و ایده آلیسم به‌طور کلی مشخصه پویایی بحث بر سر نظریه ایده‌ها تا به امروز است. این انشقاق در تئوری هرگز به رضایت متفکران هر دو طرف اختلاف حل نشده‌است و امروزه در شکاف بین مکتب‌های فلسفی تحلیلی و قاره ای نمایان می‌شود. تضادهای مداوم بین فیزیک کلاسیک و مکانیک کوانتومی را می‌توان به عنوان یک قیاس تقریبی برای شکاف بین دو مکتب فکری ذکر کرد.

## طرح ایده
ایده، یک نوع نوآوری یا سبک جدیدی از نحوه مصرف یا اجرای یک خدمت یا فعالیت می‌باشد که با خود سهولت در انجام کارهای مربوط به آن را دارد. طرح یک ایده، با توجه به ماهیت ذهنی آن، می‌تواند فارغ از هر گونه قید و بندی صورت پذیرد. اما برای عملی کردن آن، باید به بسیاری از این محدودیت‌ها مثل قوانینی فیزیکی، حقوقی و… که در فرایند عملی کردن ایده وجود دارند، توجه داشت. طرح ایده‌های نو، رابطه مستقیمی با ایده‌پردازی و خلاقیت دارد.
این مطلب از کتاب داستان رابرت مک کی ترجمه محمد گذر آبادی چنین است که عناصر در داستان شامل واژه‌شناسی، ساختار، حادثه، صحنه، لحظه، سکانس، پرده، داستان، مثلث داستان، شاه پیرنگ، خرده پیرنگ، ضد پیرنگ، تفاوت‌های صوری در درون مثلث داستان، پایانه‌های بسته در برابر پایانه‌های باز، کشمکش بیرونی در برابر کشمکش درونی، قهرمان منفرد در برابر تعدد قهرمان منفعل، زبان خطی در برابر غیر خطی، علیت در برابر تصادف، واقعیت پایدار در برابر واقعیت نا پایدار، تغییر دربرابر ایستائی، سیاست طرحی داستان، و بالأخره نویسنده باید بر فرم کلاسیک تسلط داشته باشد و به چیزی که می‌نویسد ایمان داشته باشد و این کلید حل معمای طرح یا ایده می‌باشد.

## ایده در هنر
ایده‌ها می‌توانند موضوعات هنری را نیز در بر بگیرند. معمولاً ایده‌های هنری، در ادبیات و هنرهای تجسمی مانند؛ طراحی و نقاشی بیش‌تر به چشم می‌خورند که این موضوع به دلیل رواج بیش‌تر این دسته از فعالیت‌ها، در میان جوامع امروز است. ایده‌های هنری، امروزه به قدری مورد توجه هستند که وب‌سایت و پایگاه‌های اینترنتیِ مرتبطی تأسیس شده‌اند تا در این زمینه ایده‌هایی را به هنرمندان ارائه کنند.

## ایده در فیلم
ایده شامل چند جمله است که ماجرای اصلی یک فیلم را دربردارد و معمولاً توسط نویسنده تعیین می‌شود. در واقع؛ ایده‌ها به مثابه علائمی هستند که سرنخ‌های اولیه را برای شروع یک پروژه به نویسنده می‌دهند، یک ایده خوب، می‌تواند چند خط توضیح راجع به کل داستان باشد که آن را از روش‌های مختلف به‌دست آورده. در مثالی ساده؛ ایده را می‌توان یک نقشه نامید و رانندگی در مسیر را همان پیاده‌سازی ایده تفسیر کرد.
همچنین می‌شود گفت: ایده همان چیزی است که پس از دیدن فیلم به عنوان داستان فیلم می‌توانید آن را در چند جمله کوتاه تعریف کنید.
ایده در فیلم به بیانی دیالوگ‌های ماندگار هم گفته می‌شود که به نقل قول معروف آن فیلم معروف می‌گردد، نقل قول و ایده در فیلم تلقین (۲۰۱۰) که به تعریف خود ایده می‌پردازد می‌توان اشاره کرد: «انعطاف پذیرترین انگل چیست؟ یک فکر. فکری تنها برخاسته از ذهن انسان می‌تواند شهرها را بسازد. یک ایده می‌تواند جهان را دگرگون کند و همه قوانین را بازنویسی.»